# Bürgerpark (Bielefeld)

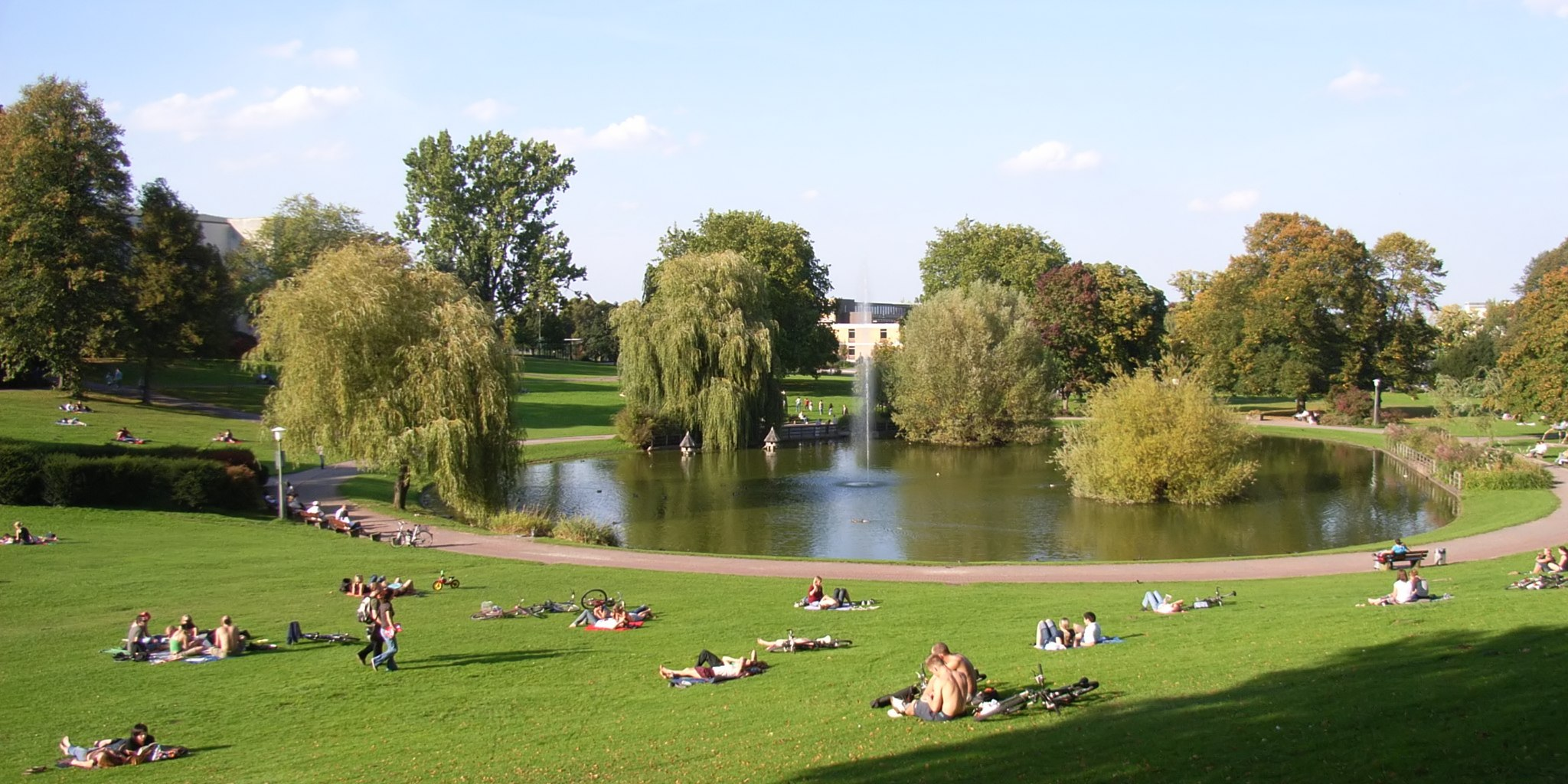
Bürgerpark Bielefeld

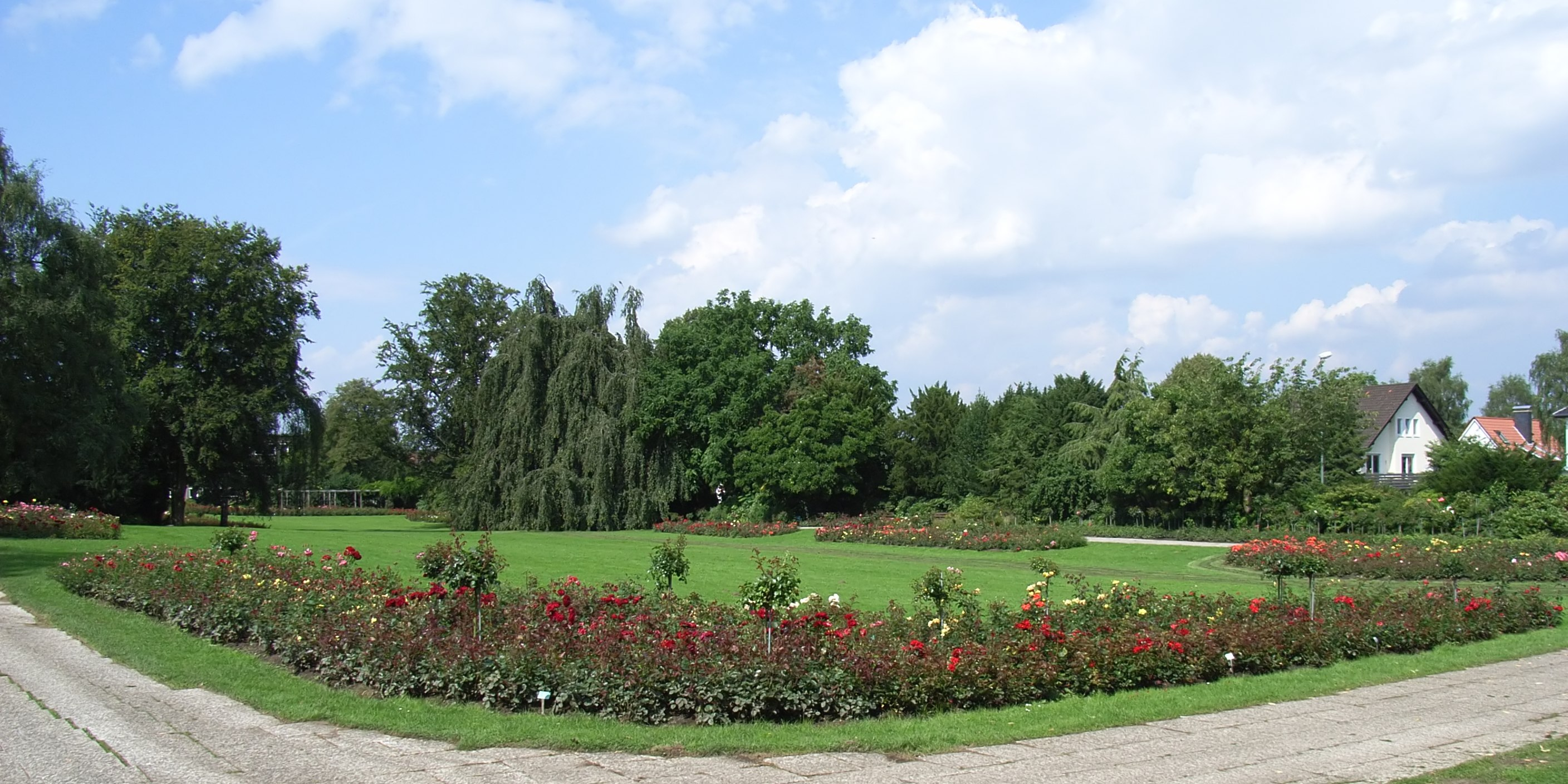
Rosengarten

Der Bürgerpark in Bielefeld ist ein im Westen der Stadt gelegener Stadtpark.
In den Jahren 1919–1921 wurde nach der Planung des Bielefelder Gartenbaudirektors Paul Meyerkamp eine aufgelassene Tongrube als Arbeitsbeschaffungsmaßnahme in eine innerstädtische Naherholungsanlage umgestaltet. Der vom damaligen Oberbürgermeister Rudolf Stapenhorst geförderte Plan war in der Zeit wirtschaftlicher Not umstritten. Kritiker forderten, das am damaligen Bürgerweg (heute Stapenhorststraße) gelegene Gelände zur Gemüsezucht freizugeben. In den Jahren 1933 bis 1945 hieß der Park offiziell Adolf-Hitler-Park.
Seine heutige Form erhielt der Bürgerpark durch zahlreiche Umgestaltungsmaßnahmen, der architektonisch geplante Park wandelte sich nach dem Zweiten Weltkrieg in ein landschaftsparkähnliches Gelände.
Besonderheiten stellen die Rhododendronbepflanzung, der Rosengarten sowie der Bauerngarten mit zahlreichen Stauden dar. Zum Baumbestand gehören u. a. eine Doppel-Hänge-Buche, ein stattlicher Silber-Ahorn, eine Kaukasische Flügelnuss, mehrere Urweltmammutbäume und eine liegende Magnolie.
Unmittelbar westlich des Parks befindet sich die Rudolf-Oetker-Halle. Über den gleichnamigen U-Bahnhof, der von der Stadtbahn Bielefeld angefahren wird, ist der Park mit dem öffentlichen Nahverkehr zu erreichen. Wahrscheinlich aus diesem Grund wird der Park oft irrtümlich als „Oetker-Park“ bezeichnet. Ebenfalls in der Nähe des Parks liegt die SchücoArena, das Stadion von Arminia Bielefeld (ca. 350 m in nördlicher Richtung).
Seit 1961 steht das Elch-Denkmal im Bürgerpark. Das Denkmal wurde vom Hamburger Bildhauer Hans Martin Ruwoldt entworfen. Die Statue dient zur Erinnerung an die ehemalige Ostpreußische Stadt Gumbinnen (heute Gussew, Russland) und den Heimatvertriebenen aus ebendieser Stadt.